# Offenbacher Fußball-Club Kickers 1901 2013-2014
Questa voce raccoglie le informazioni riguardanti l'Offenbacher Fußball-Club Kickers 1901 nelle competizioni ufficiali della stagione 2013-2014.

## Stagione
Nella stagione 2013-2014 il Kickers Offenbach, allenato da Rico Schmitt, concluse il campionato di Regionalliga sudovest all'8º posto.

## Rosa
| N. |                                 | Ruolo | Calciatore          |
| -- | ------------------------------- | ----- | ------------------- |
| 1  | Germania (bandiera)             | P     | Yannic Horn         |
| 4  | Germania (bandiera)             | D     | Klaus Gjasula       |
| 5  | Argentina (bandiera)            | D     | Giuliano Modica     |
| 6  | Germania (bandiera)             | C     | Matthias Schwarz    |
| 7  | Germania (bandiera)             | C     | Kevin Wittke        |
| 8  | Germania (bandiera)             | C     | Rico Schmider       |
| 9  | Bosnia ed Erzegovina (bandiera) | C     | Benjamin Pintol     |
| 11 | Germania (bandiera)             | A     | Fabian Bäcker       |
| 13 | Germania (bandiera)             | C     | Jan Biggel          |
| 14 | Germania (bandiera)             | A     | Christian Cappek    |
| 15 | Germania (bandiera)             | D     | Alexis Theodosiadis |
| 16 | Germania (bandiera)             | P     | Daniel Endres       |
| 17 | Germania (bandiera)             | D     | Stefano Maier       |

| N. |                     | Ruolo | Calciatore          |
| -- | ------------------- | ----- | ------------------- |
| 18 | Germania (bandiera) | C     | Philipp Fleischer   |
| 19 | Germania (bandiera) | C     | Cem Kara            |
| 20 | Germania (bandiera) | A     | Marcel Mosch        |
| 21 | Germania (bandiera) | D     | Marcel Wilke        |
| 22 | Germania (bandiera) | A     | Steven von der Burg |
| 23 | Germania (bandiera) | D     | Dennis Schulte      |
| 24 | Kosovo (bandiera)   | P     | Feim Statovci       |
| 25 | Marocco (bandiera)  | A     | Mohamed Tahiri      |
| 27 | Germania (bandiera) | C     | Sascha Korb         |
| 29 | Turchia (bandiera)  | D     | Baris Yakut         |
| 30 | Germania (bandiera) | D     | Denis Mangafic      |
| 31 | Germania (bandiera) | A     | Markus Müller       |

## Organigramma societario
Area tecnica
- Allenatore: Rico Schmitt
- Allenatore in seconda: Alexander Conrad
- Preparatore dei portieri: René Keffel
- Preparatori atletici:
- Analisi video:

## Calciomercato

### Sessione estiva
| Acquisti | Acquisti            | Acquisti                 | Acquisti |
| R.       | Nome                | da                       | Modalità |
| -------- | ------------------- | ------------------------ | -------- |
| C        | Jan Biggel          | Karlsruhe II             |          |
| A        | Christian Cappek    | Augusta II               |          |
| C        | Philipp Fleischer   | Kickers Offenbach U19    |          |
| D        | Klaus Gjasula       | Duisburg II              |          |
| C        | Cem Kara            | Kickers Offenbach U19    |          |
| D        | Denis Mangafic      | Wehen Wiesbaden          |          |
| D        | Giuliano Modica     | Eintracht Francoforte II |          |
| C        | Benjamin Pintol     | Eintracht Francoforte II |          |
| C        | Rico Schmider       | Preußen Münster          |          |
| D        | Dennis Schulte      | Carl Zeiss Jena          |          |
| D        | Alexis Theodosiadis | Lokomotive Lipsia        |          |
| A        | Steven von der Burg | Magonza U19              |          |
| D        | Marcel Wilke        | Chemnitz                 |          |
| C        | Kevin Wittke        | Wormatia Worms           |          |
| D        | Baris Yakut         | Magonza U19              |          |

| Cessioni | Cessioni              | Cessioni                 | Cessioni |
| R.       | Nome                  | a                        | Modalità |
| -------- | --------------------- | ------------------------ | -------- |
| D        | Maximilian Ahlschwede | Wehen Wiesbaden          |          |
| C        | Lars Bender           | Eintracht Treviri        |          |
| D        | Daniel Dziwniel       | Ruch Chorzów             |          |
| C        | Nicolas Feldhahn      | Osnabrück                |          |
| A        | Mathias Fetsch        | Augusta                  |          |
| C        | Daniel Henrich        | FSV Francoforte II       |          |
| D        | Stefan Kleineheismann | Rot-Weiß Erfurt          |          |
| D        | Marcel Lenz           | Osnabrück                |          |
| A        | Thomas Rathgeber      | Saarbrücken              |          |
| C        | Julius Reinhardt      | Heidenheim               |          |
| C        | Jannik Sommer         | Eintracht Francoforte II |          |
| D        | Marc Stein            | Kickers Stoccarda        |          |
| A        | Stefan Vogler         | Greuther Fürth II        |          |
| D        | Jan Washausen         | Eintracht Braunschweig   |          |

### Sessione invernale
| Acquisti | Acquisti      | Acquisti       | Acquisti |
| R.       | Nome          | da             | Modalità |
| -------- | ------------- | -------------- | -------- |
| A        | Markus Müller | Wormatia Worms |          |

| Cessioni | Cessioni | Cessioni | Cessioni |
| R.       | Nome     | a        | Modalità |
| -------- | -------- | -------- | -------- |

## Risultati

### Regionalliga

#### Girone di andata
| Arbitro: | Gerach |

|  |           |                 |
|  | Marcatori | 26’, 44’ Cappek |

| Offenbach am Main 3 agosto 2013, ore 14:00 CEST 2ª giornata | Kickers Offenbach | 0 – 0 referto | Wormatia Worms | Sparda-Bank-Hessen-Stadion (7 502 spett.)\| Arbitro: \| Fritz \| |
| Arbitro:                                                    | Fritz             |               |                |                                                                  |

| Arbitro: | Münch |

|  |           |                        |
|  | Marcatori | 13’ Bäcker 59’ Schulte |

| Arbitro: | Kempkes |

|  |           |                                        |
|  | Marcatori | 8’ (rig.) Nebe 34’ Schrader 87’ Tanjic |

| Arbitro: | Schmidt |

|           |           |  |
| Zerić 72’ | Marcatori |  |

| Arbitro: | Alt |

|            |           |  |
| Modica 22’ | Marcatori |  |

| Arbitro: | Christ |

|  |           |                             |
|  | Marcatori | 21’ von der Burg 67’ Bäcker |

| Arbitro: | Reichel |

|                       |           |               |
| Pintol 16’ Bäcker 23’ | Marcatori | 62’ Slišković |

| Arbitro: | Steinberg |

|                                    |           |                   |
| Albayrak 43’, 48’ Oesterhelweg 82’ | Marcatori | 75’ (rig.) Cappek |

| Arbitro: | Falcicchio |

|  |           |                         |
|  | Marcatori | 7’ Lienhard 22’ Schwall |

| Arbitro: | Schmitt |

|                     |           |                                     |
| Modica 9’ Wilke 74’ | Marcatori | 43’ Tewelde 46’ Lutz 87’ Radojewski |

| Arbitro: | Göpferich |

|             |           |  |
| Gouaida 87’ | Marcatori |  |

| Offenbach am Main 14 ottobre 2013, ore 20:15 CEST 13ª giornata | Kickers Offenbach | 0 – 0 referto | Hessen Kassel | Sparda-Bank-Hessen-Stadion (6 002 spett.)\| Arbitro: \| Welz \| |
| Arbitro:                                                       | Welz              |               |               |                                                                 |

| Arbitro: | Lehmann |

|                                    |           |            |
| Schwind 44’ Beyazal 58’ Müller 86’ | Marcatori | 65’ Bäcker |

| Arbitro: | Schütz |

|           |           |              |
| Mosch 66’ | Marcatori | 72’ Hollmann |

| Arbitro: | Alt |

|                      |           |  |
| Pokar 76’ Zimmer 90’ | Marcatori |  |

| Arbitro: | Endriß |

|                           |           |  |
| Bäcker 2’, 53’ Biggel 72’ | Marcatori |  |

#### Girone di ritorno
| Worms 30 novembre 2013, ore 14:00 CET 18ª giornata | Wormatia Worms | 0 – 0 referto | Kickers Offenbach | EWR-Arena (1 622 spett.)\| Arbitro: \| Zorn \| |
| Arbitro:                                           | Zorn           |               |                   |                                                |

| Arbitro: | Meisberger |

|                                       |           |  |
| Pintol 32’, 46’ Modica 40’ Bäcker 61’ | Marcatori |  |

| Arbitro: | Kessel |

|                            |           |  |
| Pintol 42’, 80’ Müller 83’ | Marcatori |  |

| Arbitro: | Gasteier |

|              |           |                   |
| Borgardt 86’ | Marcatori | 54’ (rig.) Cappek |

| Arbitro: | Kampka |

|  |           |             |
|  | Marcatori | 81’ Gallego |

| Arbitro: | Kempter |

|           |           |  |
| Reith 69’ | Marcatori |  |

| Offenbach am Main 21 marzo 2014, ore 19:00 CET 24ª giornata | Kickers Offenbach | 0 – 0 referto | Sonnenhof G. | Sparda-Bank-Hessen-Stadion (5 221 spett.)\| Arbitro: \| Schmitt \| |
| Arbitro:                                                    | Schmitt           |               |              |                                                                    |

| Magonza 25 marzo 2014, ore 19:00 CET 25ª giornata | Magonza II | 0 – 0 referto | Kickers Offenbach | Stadion am Bruchweg (1 011 spett.)\| Arbitro: \| Endriß \| |
| Arbitro:                                          | Endriß     |               |                   |                                                            |

| Arbitro: | Günsch |

|           |           |  |
| Wilke 10’ | Marcatori |  |

| Arbitro: | Braun |

|  |           |            |
|  | Marcatori | 76’ Pintol |

| Arbitro: | Lehmann |

|          |           |                        |
| Lutz 13’ | Marcatori | 61’ Gjasula 86’ Müller |

| Arbitro: | Bartsch |

|                       |           |  |
| Müller 76’ Cappek 82’ | Marcatori |  |

| Arbitro: | Kempkes |

|          |           |            |
| Sako 82’ | Marcatori | 33’ Müller |

| Arbitro: | Reichel |

|           |           |            |
| Wilke 86’ | Marcatori | 2’ Schäfer |

| Treviri 9 maggio 2014, ore 19:00 CEST 32ª giornata | Eintracht Treviri | 0 – 0 referto | Kickers Offenbach | Moselstadion (1 528 spett.)\| Arbitro: \| Beck \| |
| Arbitro:                                           | Beck              |               |                   |                                                   |

| Arbitro: | Steinberg |

|                                                           |           |                         |
| Cappek 18’ Gjasula 52’ (rig.) Bäcker 90’ von der Burg 90’ | Marcatori | 5’ Jacob 22’, 35’ Dorow |

| Arbitro: | Kessel |

|                       |           |                |
| Weller 22’ Arnold 85’ | Marcatori | 8’, 40’ Bäcker |

## Statistiche

### Statistiche di squadra
| Competizione          | Punti | In casa | In casa | In casa | In casa | In casa | In casa | In trasferta | In trasferta | In trasferta | In trasferta | In trasferta | In trasferta | Totale | Totale | Totale | Totale | Totale | Totale | DR |
| Competizione          | Punti | G       | V       | N       | P       | Gf      | Gs      | G            | V            | N            | P            | Gf           | Gs           | G      | V      | N      | P      | Gf     | Gs     | DR |
| --------------------- | ----- | ------- | ------- | ------- | ------- | ------- | ------- | ------------ | ------------ | ------------ | ------------ | ------------ | ------------ | ------ | ------ | ------ | ------ | ------ | ------ | -- |
| Regionalliga sudovest | 50    | 17      | 8       | 5       | 4       | 24      | 15      | 17           | 5            | 6            | 6            | 15           | 16           | 34     | 13     | 11     | 10     | 39     | 31     | +8 |
| Totale                | 50    | 17      | 8       | 5       | 4       | 24      | 15      | 17           | 5            | 6            | 6            | 15           | 16           | 34     | 13     | 11     | 10     | 39     | 31     | +8 |

### Andamento in campionato
| Giornata  | 1 | 2 | 3 | 4 | 5 | 6 | 7 | 8 | 9 | 10 | 11 | 12 | 13 | 14 | 15 | 16 | 17 | 18 | 19 | 20 | 21 | 22 | 23 | 24 | 25 | 26 | 27 | 28 | 29 | 30 | 31 | 32 | 33 | 34 |
| --------- | - | - | - | - | - | - | - | - | - | -- | -- | -- | -- | -- | -- | -- | -- | -- | -- | -- | -- | -- | -- | -- | -- | -- | -- | -- | -- | -- | -- | -- | -- | -- |
| Luogo     | T | C | T | C | T | C | T | C | T | C  | C  | T  | C  | T  | C  | T  | C  | T  | C  | C  | T  | C  | T  | C  | T  | C  | T  | T  | C  | T  | C  | T  | C  | T  |
| Risultato | V | N | V | P | P | V | V | V | P | P  | P  | P  | N  | P  | N  | P  | V  | N  | V  | V  | N  | P  | P  | N  | N  | V  | V  | V  | V  | N  | N  | N  | V  | N  |
| Posizione | 3 | 5 | 4 | 7 | 9 | 6 | 5 | 3 | 5 | 7  | 9  | 10 | 11 | 13 | 12 | 13 | 12 | 12 | 12 | 10 | 11 | 11 | 12 | 12 | 11 | 10 | 10 | 9  | 8  | 8  | 8  | 8  | 8  | 8  |

Legenda:

Luogo: C = Casa; T = Trasferta. Risultato: V = Vittoria; N = Pareggio; P = Sconfitta.

### Statistiche dei giocatori
| J. Biggel       | 27 | 1  | 4  | 0 |
| F. Bäcker       | 28 | 10 | 3  | 0 |
| C. Cappek       | 27 | 6  | 7  | 0 |
| D. Endres       | 33 | 0  | 1  | 0 |
| P. Fleischer    | 1  | 0  | 0  | 0 |
| K. Gjasula      | 27 | 2  | 16 | 0 |
| Y. Horn         | 0  | 0  | 0  | 0 |
| C. Kara         | 1  | 0  | 0  | 0 |
| S. Korb         | 19 | 0  | 5  | 0 |
| S. Maier        | 28 | 0  | 4  | 0 |
| D. Mangafic     | 16 | 0  | 3  | 0 |
| G. Modica       | 32 | 3  | 4  | 0 |
| M. Mosch        | 18 | 1  | 0  | 0 |
| M. Müller       | 14 | 4  | 2  | 1 |
| B. Pintol       | 23 | 6  | 4  | 0 |
| R. Schmider     | 0  | 0  | 0  | 0 |
| D. Schulte      | 27 | 1  | 5  | 0 |
| M. Schwarz      | 23 | 0  | 2  | 0 |
| F. Statovci     | 1  | 0  | 1  | 0 |
| M. Tahiri       | 22 | 0  | 3  | 0 |
| A. Theodosiadis | 24 | 0  | 1  | 0 |
| M. Wilke        | 29 | 3  | 6  | 0 |
| K. Wittke       | 29 | 0  | 3  | 0 |
| B. Yakut        | 14 | 0  | 1  | 1 |
| S. von der Burg | 11 | 2  | 1  | 0 |